# Walckenaeria alticeps
Walckenaeria alticeps este o specie de păianjeni din genul Walckenaeria, familia Linyphiidae. A fost descrisă pentru prima dată de Denis în anul 1952. Conform Catalogue of Life specia Walckenaeria alticeps nu are subspecii cunoscute.